# 滇杭子梢
滇杭子梢（学名：Campylotropis yunnanensis）为豆科杭子梢属下的一个种。种加词 yunnanensis 意为“云南的”。